# Aeroportul Magdagachi
Aeroportul Magdagachi (IATA: GDG, ICAO: UHBI) este un aeroport din Magdagaci⁠(d), Munițipalnoe obrazovanie «Raboci posiolok (pgt) Magdagaci»⁠(d), Magdagacinski raion⁠(d), Regiunea Amur, Rusia.
Situat la o altitudine de 369 m, aeroportul dispune de o singură pistă. Este operat de Suhoputnîe voiska Rossiiskoi Federații⁠(d).